# Baikunthpur (Rewa)
Baikunthpur is een nagar panchayat (plaats) in het district Rewa van de Indiase staat Madhya Pradesh. 

## Demografie
Volgens de Indiase volkstelling van 2001 wonen er 9.301 mensen in Baikunthpur, waarvan 52% mannelijk en 48% vrouwelijk is. De plaats heeft een alfabetiseringsgraad van 59%. 